# New Flame
El MV New Flame és un vaixell ferroveller. Va xocar amb un petrolier enfront de la Punta d'Europa, el cap més meridional de Gibraltar el 12 d'agost del 2007, i acabà parcialment submergit. El vaixell es trencà en dues parts, en desembre del 2007, enmig de nombrosos esforços de recuperació. Després del rescat de la tripulació, el capità fou detingut per haver eixit sense autorització i, més endavant, va ser posat en llibertat sota fiança a l'espera de la investigació sobre les circumstàncies de l'accident.

## La descripció del vaixell
El New Flame mesura 190 metres (623.4 peus) de llargària, 30 metres (98.4 peus) d'amplària i 28 metres (91.9 peus) d'alçària, 16 (52.5 peus) metres dels quals estan baix de la línia d'aigua. Aquest pesa quasi 27,000 tones. En el temps de l'incident aquest tenia una tripulació de 23 i fou posseït per l'empresa grega "Transmar". El vaixell fou construït en juny de 1994 per Daewoo H. I, Corea del Sud i primer anomenat "Skaustrand". Des de 1995 s'anomenava Aditya Gautam i fou posseït per l'empresa índia "Textiles & Industries Ltd" que el va vendre el 2005 a "Transmar" per 22.5 milions de dolars.